# Papežská akademie věd

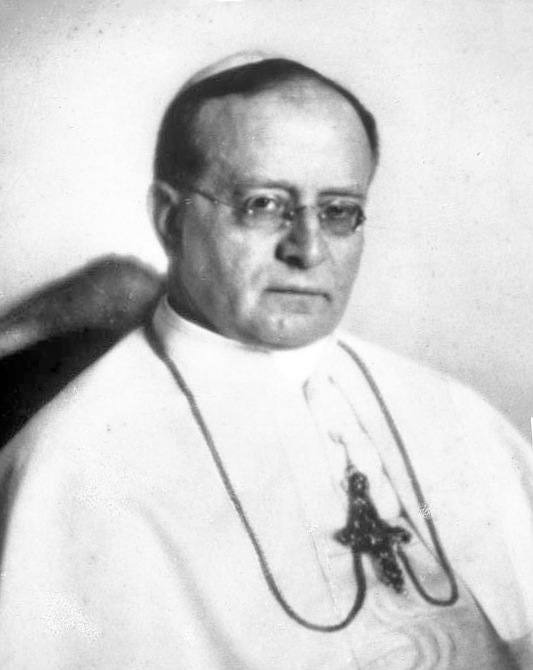
Pius XI., znovuobnovitel akademie

Papežská akademie věd (latinsky Pontificia Academia Scientiarum; italsky Pontificia accademia delle scienze; zkratka PAS) je vědecká organizace, založená v roce 1936 papežem Piem XI. (1857–1939).
Akademie sídlí ve Velké aule, přistavěné v roce 1936 k Letohrádku Pia IV. ve Vatikánských zahradách. Prostory sdílí společně s Papežskou akademií společenských věd a Papežskou akademií sv. Tomáše Akvinského. Papežská akademie věd a Papežská akademie společenských věd mají i stejného kancléře.
Patronát nad akademiky drží papež, přesto je výzkum prováděn bez omezení, nezávisle na státu. Probíhá zejména v oboru matematiky, fyziky a jiných přírodních věd a věnuje se studiu příslušných epistemologických problémů. Velmi důležitá je podpora mezioborové spolupráce a zdůrazňovány jsou rovněž etické a environmentální otázky.
Členy akademie jsou nejuznávanější vědci 20. století z různých zemí světa, mnohdy držitelé Nobelovy ceny.

## Historie

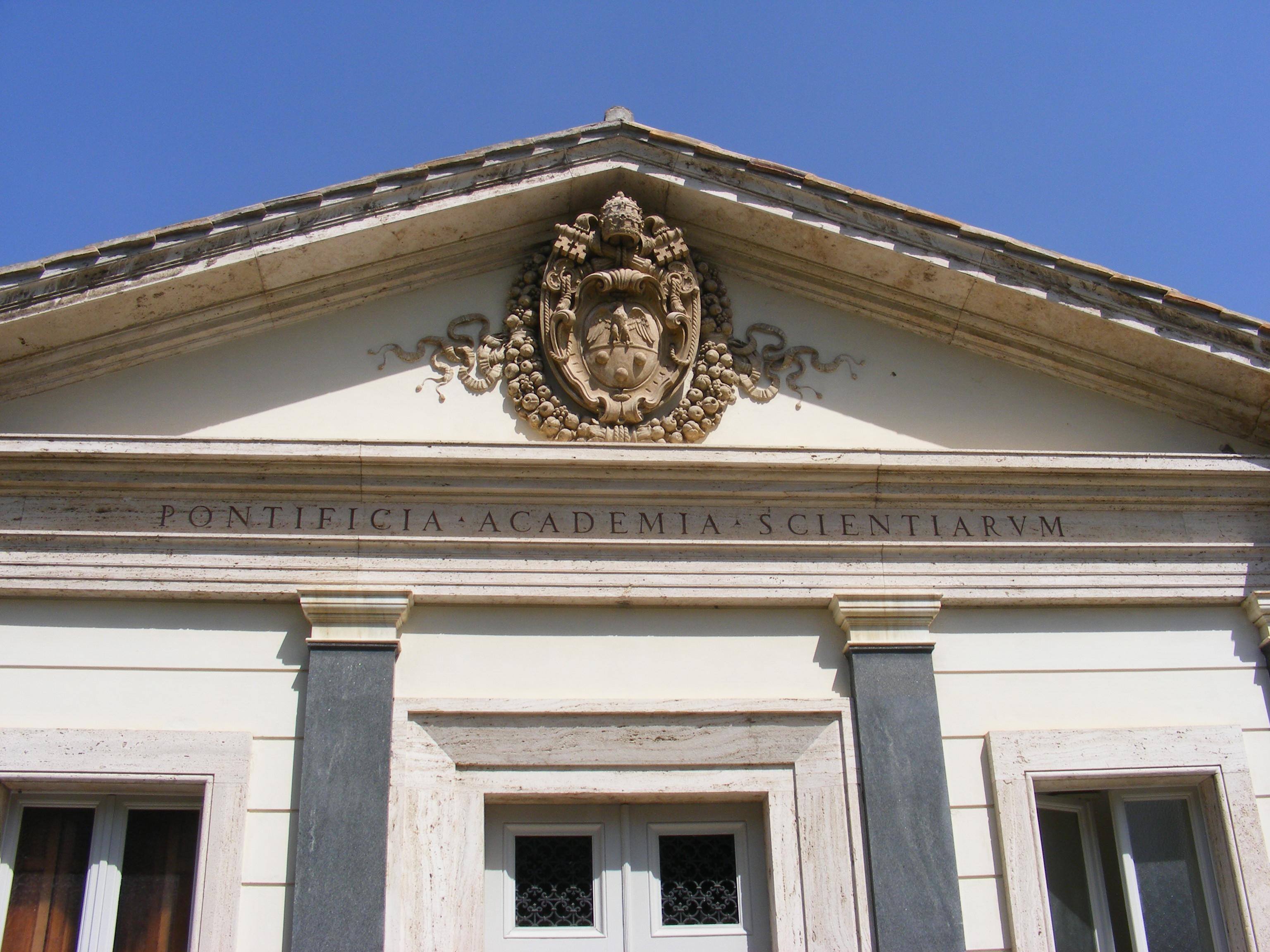
Vstupní průčelí Papežské akademie věd

Současná Papežská akademie věd navazuje na Accademia dei Lincei (Papežskou akademii rysů), založenou v Římě v roce 1603 papežem Klementem VIII. (1536–1605) a Fredericem Cesim (1585–1630). Jedná se o druhou nejstarší vědeckou akademii na světě (po Academia Secretorum Naturae v Neapoli, která však byla nařčena z čarodějnictví a roku 1578 na příkaz papeže Pavla V. zrušena). Název akademie byl odvozen z latinského výrazu pro rysa, který má velmi dobrý zrak. Právě tak dobrou pozornost měli akademici věnovat výzkumu. Členem byl od roku 1610 i Galileo Galilei (1564–1642).
Federico Cesi usiloval o uplatnění pozorování, experimentů a induktivní metody, akademie však svého zakladatele o mnoho nepřežila a zanikla v roce 1651.
V roce 1847 papež Pius IX. (1792–1878) v návaznosti na původní organizaci založil Papežskou akademii nových rysů (Pontificia Accademia dei Nuovi Lincei), která ovšem po zániku papežského státu roku 1870 zůstala mimo hradby Vatikánu a přešla do správy sjednocené Itálie.
Dne 28. října 1936 pak Pius XI. vědeckou akademii znovu obnovil pod názvem Papežská akademie věd.
V roce 1996 papež Jan Pavel II. zvýšil počet akademiků ze 70 na 80.

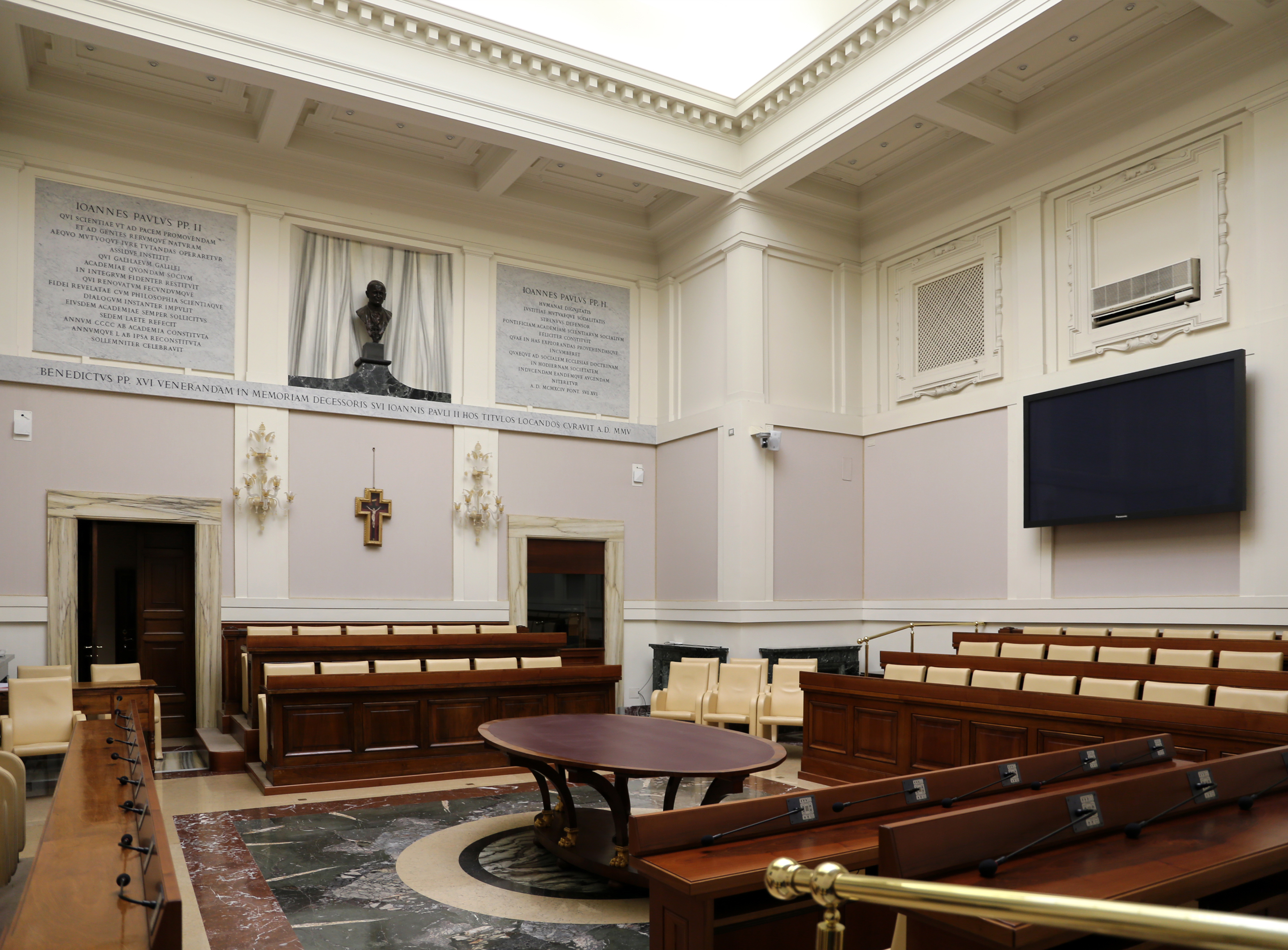
Velká aula pro setkávání akademiků

## Činnost
Akademie vznikla z iniciativy papeže, její sídlo se nachází v uzavřeném prostoru Vatikánu a většinu výdajů financuje Svatý stolec, přesto podle stanov mají vědecké aktivity probíhat nezávisle na státu, politice a náboženství.
Hlavním zájmem akademiků je objektivní vědecké poznání, přístupné nejen pro Vatikán, ale také pro širokou odbornou veřejnost. Mezi studované obory patří fyzika, astronomie, chemie, vědy o Zemi a přírodním prostředí, biologie, matematika, aplikované vědy, filosofie a dějiny vědy.
Výzkum v současnosti zahrnuje šest hlavních oblastí:
- základní vědecké poznání
- věda a technologie celosvětových otázek a problémů
- věda ve prospěch řešení problémů třetího světa
- etika a politika vědy
- bioetika
- epistemologie

Akademie pořádá konference a pracovní setkání na různá témata, podporuje vědecké výzkumy i vzdělávání veřejnosti, mezinárodní spolupráci a interdisciplinární přístup. Cílem je využití vědy k obecnému lidskému rozvoji, k podpoře spravedlnosti, solidarity a k řešení konfliktů, včetně podpory dialogu mezi vědou a duchovními, kulturními, filozofickými a náboženskými hodnotami.
Akademie je členem Mezinárodní vědecké rady (ICSU; International Council of Science).
Každé dva roky uděluje akademie mladým vědcům do 45 let medaili Pia XI.

### Publikace
Výsledky výzkumu jsou zveřejňovány v několika publikačních řadách:
- Pontificiae Academiae Scientiarum Acta - publikace hlavních příspěvků plenárních zasedání; vychází od roku 1937
- Scripta Varia - publikace pracovních setkání na různá témata; vychází od roku 1942
- Extra Series - vychází od roku 1937

K již nevydávaným publikačním řadám patří Documenta a Commentarii, ukončené v roce 1996.
Kromě tištěných sborníků jsou vydávány i elektronické verze, které jsou bezplatně přístupné veřejnosti. Hlavním komunikačním a publikačním jazykem je angličtina.

## Členové akademie

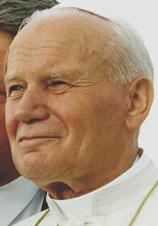
Papež Jan Pavel II. zvýšil v roce 1996 počet stálých členů Akademie ze 70 na 80.

Akademie má osmdesát stálých, doživotně jmenovaných členů. Noví členové jsou vybíráni sborem stávajících akademiků na základě vědeckého významu jejich výzkumů a s přihlédnutím k jejich morálním postojům, ale bez ohledu na rasu či náboženské vyznání. Vybrané kandidáty poté oficiálně jmenuje papež. Zcela výjimečně mohou být jmenováni i čestní členové akademie.
Kromě řadových akademiků jsou dočasnými členy papežské akademie z titulu svého úřadu i kancléř akademie, ředitel Vatikánské observatoře, ředitel astrofyzikální laboratoře Vatikánské observatoře, prefekt Vatikánské knihovny a prefekt Vatikánského apoštolského archivu.
V čele Papežské akademie věd stojí prezident, kterého z řad akademiků jmenuje na čtyřleté funkční období papež po doporučení sedmičlenné akademické rady a kancléře. Jmenován může být i opakovaně. Prezidentovi v řízení akademie asistuje právě kancléř a členové akademické rady, kteří jsou rovněž pověřeni papežem na čtyři roky s možností opakovaného jmenování.
Mezi bývalé akademiky českého původu patří chemik Karel František Wiesner a agronomka Johanna Döbereiner. České kořeny měl též chorvatský chemik Leopold Ružička.

### Seznam prezidentů[20]
- Agostino Gemelli (1936–1959)
- Georges Lemaître (1960–1966)
- Daniel Joseph Kelly O'Connell (1968–1972)
- Carlos Chagas (1972–1988)
- Giovanni Battista Marini-Bettòlo (1988–1993)
- Nicola Cabibbo (1993–2010)
- Werner Arber (2010–2017)
- Joachim von Braun (2017–)

### Řadoví členové (2023)[21]
| - Zeresenay Alemseged - Werner Arber - Frances Arnoldová - Vanderlei Salvador Bagnato - David Baltimore - Antonio M. Battro - David Baulcombe - Paul Berg - Eric Betzig - Helen Blau - Thierry Boon-Falleur - Joachim von Braun - Luís Angel Caffarelli - Emmanuelle Charpentierová - Chien-Jen Chen - Steven Chu - Aaron J. Ciechanover - Claude Cohen-Tannoudji - Francis Collins - Suzanne Cory - Edward De Robertis - Stanislas Dehaene - Francis Delmonico - Ewine van Dishoeck - Jennifer A. Doudna - Gerhard Ertl - Albert Eschenmoser | - Elaine Fuchs - Antonio García-Bellido - Reinhard Genzel - Fabiola Gianotti - Takashi Gojobori - Theodor W. Hänsch - Mohamed Hag Ali Hassan - Edith Heard - Stefan W. Hell - Michał Heller - Krishnaswamy Kasturirangan - Klaus von Klitzing - Jürgen Knoblich - Eric Lander - Nicole Marthe Le Douarin - Li Čeng-tao - Yuan Tseh Lee - Jean-Marie Lehn - Pierre Jean Léna - Jane Lubchenco - Juan Maldacena - Jürgen Mittelstraß - Erna Möller - Salvador Moncada - Rudolf Muradyan - Sergej Petrovič Novikov - Rjódži Nojori | - José Onuchic - William D. Phillips - Stefano Piccolo - John Charles Polanyi - Ingo Potrykus - Stanley Prusiner - Yves Quéré - Veerabhadran Ramanathan - Chintamani Nagesa Ramachandra Rao - Peter H. Raven - Martin John Rees - Carlo Rubbia - Roald Sagdeev - Hans Joachim Schellnhuber - Maxine Singer - Wolf Singer - Susan Solomon - Donna Strickland - Hans Tuppy - Rafael Vicuña - Cédric Villani - Edward Witten - Maryanne Wolf - Šin’ja Jamanaka - Jang Čen-ning - Ada Jonathová - Antonino Zichichi |

#### Čestní členové
- Jean-Michel Maldamé

#### Z titulu úřadu
- Guy Joseph Consolmagno (ředitel Vatikánské observatoře)
- Sergio B. Pagano (prefekt Vatikánského apoštolského archivu)
- Mauro Mantovani (ředitel Vatikánské knihovny)
- Peter Turkson (kancléř Papežské akademie věd)

## Ocenění členové

### NositeléNobelovy ceny[22]
| - Pieter Zeeman (fyzika, 1902) - Ernest Rutherford (chemie, 1908) - Guglielmo Marconi (fyzika, 1909) - Alexis Carrel (fyziologie, 1912) - Max von Laue (fyzika, 1914) - Max Planck (fyzika, 1918) - Niels Bohr (fyzika, 1922) - Robert Andrews Millikan (fyzika, 1923) - Chandrasekhara Venkata Raman (fyzika, 1930) - Charles Scott Sherrington (fyziologie, 1932) - Werner Heisenberg (fyzika, 1932) - Paul Dirac (fyzika, 1933) - Erwin Schrödinger (fyzika, 1933) - Thomas Morgan (fyziologie, 1933) - James Chadwick (fyzika, 1935) - Victor Franz Hess (fyzika, 1936) - Peter Debye (chemie, 1936) - Albert Szent-Györgyi (fyziologie, 1937) - Corneille Heymans (fyziologie, 1938) - Leopold Ružička (chemie, 1939) - George de Hevesy (chemie, 1943) - Edward Adelbert Doisy (fyziologie, 1943) - Otto Hahn (chemie, 1944) - Alexander Fleming (fyziologie, 1945) - Artturi Ilmari Virtanen (chemie, 1945) | - Edward Victor Appleton (fyzika, 1947) - Bernardo Houssay (fyziologie, 1947) - Arne Tiselius (chemie, 1948) - Walter Rudolf Hess (fyziologie, 1949) - Hideki Jukawa (fyzika, 1949) - Cyril Norman Hinshelwood (chemie, 1956) - Jang Čen-ning a Li Čeng-tao (fyzika, 1957) - Joshua Lederberg (fyziologie, 1958) - Severo Ochoa (fyziologie, 1959) - Rudolf Ludwig Mössbauer (fyzika, 1961) - Max Perutz (chemie, 1962) - John Carew Eccles (fyziologie, 1963) - Charles Hard Townes (fyzika, 1964) - Feodor Lynen (fyziologie, 1964) - Manfred Eigen a George Porter (chemie, 1967) - Har Gobind Khorana a Marshall W. Nirenberg (fyziologie, 1968) - Luis Federico Leloir (chemie, 1970) - Gerhard Herzberg (chemie, 1971) - Christian B. Anfinsen (chemie, 1972) - Christian de Duve (fyziologie, 1974) - George Emil Palade (fyziologie, 1974) - Martin Ryle (fyzika, 1974) - David Baltimore (fyziologie, 1975) - Aage Niels Bohr (fyzika, 1975) - Vladimir Prelog (chemie, 1975) - Werner Arber (fyziologie, 1978) - Abdus Salam (fyzika, 1979) - Paul Berg (chemie, 1980) | - Kai Siegbahn (fyzika, 1981) - Roger W. Sperry (fyziologie, 1981) - Ken’iči Fukui (chemie, 1981) - Sune Bergström (fyziologie, 1982) - Carlo Rubbia (fyzika, 1984) - Klaus von Klitzing (fyzika, 1985) - Rita Levi-Montalcini (fyziologie, 1986) - John C. Polanyi (chemie, 1986) - Yuan Tseh Lee (chemie, 1986) - Jean-Marie Lehn (chemie, 1987) - Joseph E. Murray (fyziologie, 1990) - Gary S. Becker (ekonomie, 1992) - Paul J. Crutzen a Mario J. Molina (chemie, 1995) - Steven Chu, Claude Cohen-Tannoudji a William Daniel Phillips (fyzika, 1997) - Stanley B. Prusiner (fyziologie, 1997) - Ahmed H. Zewail (chemie, 1999) - Günter Blobel (fyziologie, 1999) - Rjódži Nojori (chemie, 2001) - Aaron Ciechanover (chemie, 2004) - Theodor Hänsch (fyzika, 2005) - Gerhard Ertl (chemie, 2007) - Ada Jonathová (chemie, 2009) - Šin’ja Jamanaka (fyziologie, 2012) - Eric Betzig a Stefan W. Hell (chemie, 2014) - Frances Arnoldová (chemie, 2018) - Donna Stricklandová (fyzika, 2018) - Emmanuelle Charpentierová (chemie, 2020) - Jennifer Doudna (chemie, 2020) - Reinhard Genzel (fyzika, 2020) |

### NositeléTempletonovy ceny
- Charles Hard Townes (2005)
- Michał Heller (2008)
- Francis Collins (2020)